# コパ・アメリカ・デ・ベイスボル
コパ・アメリカ・デ・ベイスボル（スペイン語: Copa América de Beisbol、英語: Americas Baseball Cup）は、WBSC南北アメリカが主催するアメリカ州地域における野球のナショナルチームによる国際大会である。

## 概要
本大会は、WBSC世界ランキングのアメリカ州地域における男子野球の上位12チームが参加して行われる。パンアメリカン競技大会のほか、将来的には大陸選手権としてオリンピックやワールド・ベースボール・クラシック（WBC）の予選の一部として機能することを目指している。またMLBロースターの40人枠に含まれる選手をメンバー登録することはできないが、マイナーリーグの選手は出場できる。
本大会の前身として、WBSC南北アメリカの構成団体の一つであるパンアメリカン野球連盟（COPABE）が1985年に設立の後、1987年に同地域における初の大陸選手権としてパンアメリカン選手権が開催された。その後、IBAFワールドカップやパンアメリカン競技大会、オリンピックの予選として複数の名称で断続的に開催された。2008年には継続的な大陸選手権を目指しコパ・アメリカとして開催されたものの、定期開催化は断念することとなり、2010年を最後に中断。このほか、2021年には世界野球ソフトボール連盟（WBSC）主催により、2020年東京オリンピック・アメリカ大陸予選が行われた。
2024年11月、WBSC南北アメリカとエージェンシーは翌年に第1回コパ・アメリカを開催することで合意。2025年5月、WBSC南北アメリカは同年11月に開催することを正式発表した。

## 大会記録
| 回 | 年     | 開催地                              |          | 優勝     | 準優勝   | 3位 |
| -- | ------ | ----------------------------------- | -------- | -------- | -------- | --- |
| 1  | 2025年 | ラ・チョレラ カラカス、ラ・グアイラ | 不明の旗 | 不明の旗 | 不明の旗 |     |